# Mezquita Ain al-Kheil
La Mezquita Ain al-Kheil, también conocida como la Mezquita al-Azhar (no debe confundirse con la Mezquita al-Azhar en El Cairo o la Mezquita Lalla az-Zhar en Fes el-Jdid ), es una mezquita histórica en Fes el-Bali., la antigua medina de Fez, Marruecos .

## Historia
La mezquita se construyó por primera vez a finales del siglo XII bajo la dinastía almohade y está ubicada en el barrio de Ain al-Kheil (" Manantial del Caballo"). Es notable por su asociación con Ibn Arabi, el maestro sufí de al-Ándalus, que visitó Fez varias veces y se retiraba con frecuencia a esta mezquita para rezar y meditar a finales de la década de 1190.
La mezquita ha sido recientemente objeto de un esfuerzo de restauración y rehabilitación tras el derrumbe de varias casas adyacentes en 2006, que mató a 10 personas y destruyó una parte de la mezquita. El esfuerzo de restauración ha sido encabezado por el Ministerio de Dotaciones y Asuntos Islámicos de Marruecos en cooperación con el Fondo Mundial de Monumentos, con la intención de promover la asociación de Ibn Arabi con Fez.

## Arquitectura
La mezquita es inusual en dos aspectos. Uno es su minarete octogonal, que es raro en Fez y en gran parte de Marruecos, donde los minaretes con base cuadrada son estándar. Su otra característica inusual es que tiene dos salas de oración en dos pisos diferentes. No obstante, las salas de oración tienen el formato hipóstilo habitual con hileras de columnas que sostienen arcos de herradura. La mezquita también tiene un patio con una fuente, como otros sahns de las mezquitas marroquíes .